# 超・ちゃぶ台返し!
『超・ちゃぶ台返し!』（ちょう・ちゃぶだいかえし）はタイトーが提供しているアーケードゲームである。2010年1月より稼動。

## 概要
60秒以内にちゃぶ台型コントローラーを叩いてひっくり返す（＝ちゃぶ台返し）だけの、ストレス発散を目的としたゲームである。
一般の人が気軽に楽しめるように作られていて、4つのステージでは異なる年齢層・性別の人もプレイできるように考えて作られている。
単純なストレス発散以外にもちゃぶ台をひっくり返した時に壊れた物の「被害総額」、飛んだ物の「最高飛距離」、飛んだ物が特定のオブジェクトに当たった時に出る「秘技」の3つの要素で得点を決める。得点の単位はチャブ、合計点によって下から木・銅・銀・金・プラチナチャブのランクが付く。どのくらいの得点でどのランクかはステージによって違う。ゲーム終了時ワンポイントアドバイスが表示される。残り時間が10秒を切ると、「早くちゃぶ台を返せ!」の文字と共に警報が鳴って画面が赤く点滅し、一部の人物の動きが変化したり、人物の台詞が過激になる、一部の演出が変化することがあり、60秒以内にちゃぶ台をひっくり返さないと時間切れによるストレスオーバーとなり、「次はひっくり返してね」と表示され、リザルト画面が出ないままゲームが終了する。
使用基板は最新のTaito Type X2であるにも拘わらず、人物キャラクターのポリゴンを敢えて粗くする事でイラッと来させて、よりストレス解消に専念できるように作られている（その為か、公式サイトの本日のバカヤローで、将太らしき人物が「なんでキャラがカクカクしてるんだよ!」と言っている）。
一部例外は有るが、秘技炸裂の際は当った物が何かも紹介される（同僚・OLと云った人間も物扱いされる）。また、秘技によってはちゃぶ台をひっくり返さなくても炸裂させる事が可能。
2010年10月には、新たに3つのステージと「競技大会」モードを追加した続編『超・ちゃぶ台返し!その2』が稼働開始された。詳しくは超・ちゃぶ台返し!その2を参照。

## 筐体
ちゃぶ台とディスプレイが一体化したような筐体である。最新の物理演算のシステムと振動センサーを内蔵しており、物の飛び方や壊れ方もしっかり再現されている。

## 登場人物

### メインキャラクター
則勝（のり まさる）
お茶の間編の主人公。まさ子の夫で清美・将太の父。楽しいはずの一家団欒の時、愚痴の止まらないまさ子と自分勝手な清美・将太にキレてちゃぶ台をひっくり返してしまう。詳しい職業は不明だが、ホストクラブ編ではNo.2ホストとして登場する（No.1ホストはサブキャラクターのヒカル）。お茶の間編にて、妻のまさ子に「あんた!タバコ止めたんじゃなかったの!?」と言われたので、喫煙の習慣があるらしい。安月給らしくビールも買えないほど稼ぎが少ないが、その癖パチンコに夢中になっているらしい。ホストクラブ編と結婚披露宴編にも登場しており、それらの時は鬘を被っている。この鬘はちゃぶ台を叩いた時、稀に回転する。また、お茶の間編の光景の写真がオフィス編の将太の机の上に置かれている。ストレスオーバー時には無表情のまま脱力する。
則まさ子（のり まさこ）
ホストクラブ編の主人公。勝の妻で清美・将太の母。初めてホストクラブに行った時、ホストが全員中年で甘い言葉をかけながら意味不明なダンスを踊り、客である若い女性の態度と野次にキレてガラステーブルをひっくり返してしまう。お茶の間編や結婚披露宴編にも登場しており、お茶の間編では夫の勝に愚痴をこぼしており、結婚披露宴編では夫の勝と逃げ出した新郎のことで喧嘩していた。ストレスオーバー時には不機嫌そうな表情で脱力する（勝とはポーズが違う）。
則清美（のり きよみ）
結婚披露宴編の主人公。将太の姉で勝・まさ子の娘。幸せなはずの結婚式で、新郎が指名手配されて逃走してしまい、それが元で両親の勝・まさ子が喧嘩をしてしまい、とうとう我慢の限界になってケーキをひっくり返してしまう。結婚披露宴の司会の人が「お腹のお子さん〜〜」と言っていたので結婚前から孕まされていた模様。お茶の間編にも女子高生時代の姿で登場しており、携帯電話で友と話していた。ストレスオーバー時には俯いたまま落ち込む。
則将太（のり しょうた）
オフィス編の主人公。清美の弟で、勝・まさ子の息子。やっとオフィスに就職した時、職場全体のやる気の無い態度と口だけの同僚の態度に怒り、デスクをひっくり返してしまう。現在は茶髪（焦げ茶色）だが、就職前は金髪だった。お茶の間編では小学生時代の姿で登場しており、ゲームにのめりこんでいたり、テレビアニメにはまっている。結婚披露宴編では新郎がいない事に驚き、姉をフォローしたり、喧嘩する両親を宥めたりしている。ストレスオーバー時には清美とポーズこそ違うものの落ち込む。

### サブキャラクター
ヒカル
ホストクラブ編に登場する中年ホスト。本名は不明。金髪で白いタキシードの下に紫のシャツを着ている。まさ子が訪れたホストクラブのNo.1ホストで人気があり、若い女性にチヤホヤされる。非常にキザな性格で、まさ子に甘い言葉をかけてくる。ワンポイントアドバイスによると、年齢は30代らしい。
中年ホスト（ちゅうねんホスト）
ホストクラブ編に登場するホストで、全員中年である。全員名前は無い。ヒカル・勝を除くと5人いて、1人は2人いる若い客の間にいて、残りの4人はヒカルを中心にして、まさ子の前で意味不明なダンスを踊る。まさ子がガラステーブルをひっくり返した時、まさ子の前にいる4人はマトリックス避けをする（2人いる若い客の間にいるホストはマトリックス避けはせず、驚いた表情を見せるだけである）。
若い客（わかいきゃく）
ホストクラブに来ている若い客で、2人いる。金髪で褐色の肌をした客はまさ子に「帰れ」や「何あのオバさん!?」等の野次を飛ばし、ヒカルを中心としたホストに「ステキー!」と声をかけた焦げ茶色の髪の客はこつこつお金を貯めてきた模様。
新郎（しんろう）
結婚披露宴に登場する清美の結婚相手。本名は不明。清美を孕ませた後、指名手配されて逃走した模様。しかし、結婚式場の奥の部屋で別の女性と付き合っていた。
司会者（しかいしゃ）
清美の結婚披露宴の司会者。姿は無く、声だけ登場する。清美をフォローするつもりが火に油を注ぐような発言ばかりする。
少年
結婚披露宴で御盆を運んでいる。司会者とは逆に姿はあっても特に発言は無い。残り時間が10秒を切ると早足になる。
同僚（どうりょう）
オフィス編に登場。社会人になって就職した将太のオフィスの同僚。本名は不明。口だけの性格で「聞いてよー」と言いながら職場の愚痴や自分の野望を将太に投げかけてくる。プレイ開始から時間が経つと逆ギレしてくる。肥満体型で、ワンポイントアドバイスによるとダイエット中らしい（その割にはポッキーを食べていたりする）。
課長（かちょう）
オフィス編に登場。将太の上司で、非常にやる気が無く、勤務中にも拘らず寝ている（デスクを叩くと一瞬起きる）。因みに職場のOLは課長に電話がかかっている時、課長を起こさず、「席を外しておりまして…」または「会議に入っておりまして…」と相手に伝える。
OL
オフィス編に登場。2人いて、1人は眼鏡を掛けている。初めの内は業務連絡等を行っているが、時間が経つと電気が付いたままである事・誰も電話を取らない事等に怒りを示す。また、時々課長が爆睡している事を正直に電話相手に伝えたり、「この書類、受け取れませ〜ん」等ふざけた発言をする事もある。残り時間が10秒を切ると早足になり、この辺りからバーゲンの時刻に間に合うか心配したり、バカンスを取って海外に行きたい事を口にする。

## ステージ
お茶の間編
主人公は則勝。楽しいはずの一家団欒の時、愚痴の止まらない妻と自分勝手な子供達の態度にキレて主人公の則勝の怒りが爆発してしまい、食事の載ったちゃぶ台をひっくり返してしまう。高価な物が少なく、窓を破らない限り飛距離が望めないものの、その分比較的低い点数で高ランクを取ることができる。サッカーボールを落とすと跳ねて行って食器棚等に当たり、点を稼げる。ステージ選択時、一定回数選択と選択解除を繰り返すと「今夜はカレーよ。」とメッセージが出て、ちゃぶ台の上の料理・食器がサラダが入った皿1つ、ラッキョウが入った皿1つ、水が入ったコップ4つ、カレーライスが入った皿4枚、スプーン4本になる（通常はご飯の入った茶碗4つ、茶の入った湯飲み4つ、味噌汁の入ったお椀4つ、箸4膳、鯵の開きの載った平皿4つ、醤油さし1つである）。ステージ終了間際、清美が「マジで?」と呟く。また、その2ではちゃぶ台の上の料理が通常かカレーかランダムになっている。巨人の星とのコラボバージョンではテレビで放送されているアニメが巨人の星になっている。
秘技
ネズミ捕り
走り回るネズミに物を当てる。
ホールインワン
ごみ箱の中にオブジェクトを入れる。
ダークネス
飛ばした物を蛍光灯に当てて割る。
だるま落とし
棚の上のだるまを落とす。

ホストクラブ編
主人公は則まさ子。初めてホストクラブに行ったものの、キザな中年ホストと意味不明なダンスにキレて主人公の則まさ子の怒りが爆発してしまい、シャンパンタワーの載ったガラステーブルをひっくり返してしまう。ちゃぶ台を叩くと時々一番右端のホストが主人公の夫の勝になることがある。因みにガラステーブルをひっくり返した時、ヒカルと勝以外のホストがマトリックス避けをする。ステージ終了間際、まさ子が「あら、ヤダ」と呟く（この台詞は結婚披露宴編でも聞ける）。
秘技
スーパーノヴァ
ミラーボールに物を当てて落とす。落ちたミラーボールは大爆発を起こす（演出のみで、他の物を動かす爆風などは発生しない。また、その2では爆発に巻き込まれた人物が黒焦げになり1人2000円の火傷の治療費が被害総額に加算される）。
大量指名
10枚のイケメン写真（1つ4000円）に物を当てて全て落とす。
演歌ロード（アニソン熱唱）
飛ばした物をカラオケに当てる。炸裂すると、当ゲームの挿入歌“リセット人生”の歌詞（お茶の間編）の最初のフレーズがカラオケ画面に表示される。巨人の星とのコラボバージョンでは秘技名がアニソン熱唱に変更されており、ゆけゆけ飛雄馬の最初の歌詞がカラオケ画面に表示される。
ラブゲーム
物をヒカルの背後から当ててまさ子に近寄せる。発動するとまさ子が「あら、ヤダ」と言う。

結婚披露宴編
主人公は則清美。幸せな結婚式だが、肝心の新郎は犯罪を犯し逃走、それが元で両親が喧嘩をしてしまい、それにキレて主人公の則清美の怒りが爆発してしまい、ケーキの載ったテーブルをひっくり返してしまう。因みに、デモムービーでは喧嘩の絶えない両親と表示されるが、実際に勝とまさ子が喧嘩するのは司会者が「お腹のお子さんと一緒なら〜〜〜」或いは「あの…お時間が押してますので〜〜〜」、「あれ…緊張しているんですかね〜〜〜」と発言した後である。尚、勝とまさ子が喧嘩した時テーブル上の物を喧嘩の拍子に壊してしまう事がある。ステージ終了間際、将太が「マジで?」と甲高い声で言う。
秘技
ハッピーメッセージ
くす玉に物を当てて割る。鐘の音とともに『結婚おめでとう』の垂れ幕が出てくる。巨人の星とのコラボバージョンではくす玉が野球ボールになっている。
鏡割り
3つの酒樽（1つ10000円）全部に物を当てて割る。成功すると「よいしょー」とメッセージが鳴る。
スイーツリベンジ
飛ばしたケーキを弟・将太に当てる。
新郎発見
飛ばした物を一番奥の扉に当てて、その奥の新郎（その時、別の女性と付き合っていた）を暴く。

オフィス編
主人公は則将太。やっと就職できた将太だが、同僚は口だけで、上司もやる気が無い。それにキレて主人公の則将太の怒りが爆発してしまい、パソコンなどの載った机をひっくり返してしまう。このステージはパソコンなど、高額な物が一番多いステージである。課長のパソコンのモニターを見るとアダルトサイトの入口に繋がっている。ホワイトボードには落書きがしてある事が有る（誰の仕業かは不明）。その落書きは机をひっくり返した時になぜか「バカヤロー」と書き足される。時々窓の外を風船（1つ10円）が上がっていく。ステージ終了間際、同僚が「もう帰れないよ〜…」と呟く。巨人の星とのコラボバージョン将太のパソコンの壁紙が巨人の星になっている。
秘技
天空のヒロイン
萌えフィギュアを場外に飛ばす。場外に飛んだフィギュアは空の向こうへ飛んでいく。
人事移動
課長を場外に落とす。尚、課長は寝ているポーズのまま偶々路上を走っていたダンプカーの荷台に落ち、そのままどこかへ運ばれて行く。
紙吹雪
飛ばした物をコピー機に当てて大量のコピー用紙を出させる。
ゲリラ豪雨
飛ばした物を天井のスプリンクラーに当てて放水させる。尚、スプリンクラーはオフィス内に複数あるが、どれに当てても炸裂したものとして扱われる。

## 挿入歌
- まともじゃいられない - Saphire
- Azione 1969 - 奏サウンド
- リセット人生 - こきりこ（当ゲームのオリジナルソング）